# Cantagalo (Paraná)
Cantagalo es un municipio brasileño del estado del Paraná. Se localiza a una latitud 25º22'28" sur y a una longitud 52º07'35" oeste, estando a una altitud de 840 metros. Su población estimada en 2004 era de 13.031 habitantes.
Posee un área de 593,43 km². 